# Lijst van spelers van het Noorse voetbalelftal
Deze lijst van spelers van het Noorse voetbalelftal geeft een overzicht van alle voetballers die minimaal 25 interlands achter hun naam hebben staan voor Noorwegen. Vetgedrukte spelers zijn in 2024 nog voor de nationale ploeg uitgekomen. In dit overzicht zijn tot 1988 ook interlands opgenomen die het olympisch elftal van Noorwegen speelde, omdat de Noorse voetbalbond deze tot die tijd meenam in de officiële statistieken.

## Overzicht
- Bijgewerkt tot en met vriendschappelijke interland tegen  Kazachstan op 17 november 2024

| Naam speler            | Interlands | Goals | Debuut            | Laatst            |
| ---------------------- | ---------- | ----- | ----------------- | ----------------- |
| John Arne Riise        | 110        | 16    | 31 januari 2000   | 22 maart 2013     |
| Thorbjørn Svenssen     | 104        | 0     | 11 juni 1947      | 16 mei 1962       |
| Henning Berg           | 100        | 9     | 13 mei 1992       | 27 mei 2004       |
| Erik Thorstvedt        | 97         | 0     | 13 november 1982  | 27 maart 1996     |
| John Carew             | 91         | 24    | 18 november 1998  | 11 oktober 2011   |
| Brede Hangeland        | 91         | 4     | 20 november 2002  | 27 mei 2014       |
| Øyvind Leonhardsen     | 86         | 19    | 31 oktober 1990   | 7 juni 2003       |
| Morten Gamst Pedersen  | 83         | 17    | 18 februari 2004  | 9 september 2014  |
| Kjetil Rekdal          | 83         | 17    | 28 mei 1987       | 27 mei 2000       |
| Steffen Iversen        | 79         | 21    | 14 oktober 1998   | 26 maart 2011     |
| Erik Mykland           | 78         | 2     | 7 november 1990   | 11 oktober 2000   |
| Svein Grøndalen        | 77         | 0     | 25 juli 1973      | 26 september 1984 |
| Tore André Flo         | 76         | 23    | 11 oktober 1995   | 18 augustus 2004  |
| Stig Inge Bjørnebye    | 75         | 1     | 31 mei 1989       | 7 oktober 2000    |
| Rune Jarstein          | 72         | 0     | 22 augustus 2007  | 30 maart 2021     |
| Jan Åge Fjørtoft       | 71         | 20    | 26 februari 1986  | 1 september 1996  |
| Ole Gunnar Solskjær    | 67         | 23    | 26 november 1995  | 7 februari 2007   |
| Terje Kojedal          | 66         | 1     | 23 september 1981 | 15 november 1989  |
| Jahn Ivar Jakobsen     | 65         | 11    | 9 augustus 1988   | 16 juni 1998      |
| Gunnar Halle           | 64         | 5     | 14 november 1987  | 18 augustus 1999  |
| Gunnar Thoresen        | 64         | 22    | 16 juni 1946      | 28 juni 1959      |
| André Bergdølmo        | 63         | 0     | 18 januari 1997   | 12 november 2005  |
| Ronny Johnsen          | 62         | 3     | 8 augustus 1991   | 22 augustus 2007  |
| Joshua King            | 62         | 20    | 7 september 2012  | 9 juni 2022       |
| Olav Nilsen            | 62         | 19    | 21 juni 1962      | 8 augustus 1971   |
| Roar Johansen          | 61         | 0     | 28 mei 1958       | 24 september 1967 |
| Martin Ødegaard        | 61         | 3     | 27 augustus 2014  | 9 september 2024  |
| Rune Bratseth          | 60         | 4     | 26 februari 1986  | 28 juni 1994      |
| Tarik Elyounoussi      | 60         | 10    | 28 mei 2008       | 18 oktober 2019   |
| Alexander Sørloth      | 59         | 21    | 29 mei 2016       | 17 november 2024  |
| Markus Henriksen       | 58         | 3     | 12 oktober 2010   | 14 oktober 2020   |
| Harry Boye Karlsen     | 58         | 4     | 16 juni 1946      | 28 juni 1956      |
| Ørjan Nyland           | 58         | 0     | 19 november 2013  | 13 oktober 2024   |
| Ståle Solbakken        | 58         | 9     | 9 maart 1994      | 21 juni 2000      |
| Thomas Myhre           | 56         | 0     | 22 april 1998     | 28 maart 2007     |
| Mohamed Elyounoussi    | 55         | 10    | 18 oktober 2014   | 26 maart 2024     |
| Stefan Johansen        | 55         | 6     | 14 augustus 2013  | 8 oktober 2020    |
| Gøran Sørloth          | 55         | 15    | 22 mei 1985       | 28 juni 1994      |
| Per Egil Ahlsen        | 54         | 3     | 26 oktober 1983   | 4 februari 1992   |
| Arne Bakker            | 54         | 0     | 19 mei 1953       | 11 juni 1962      |
| Christian Grindheim    | 54         | 2     | 17 augustus 2005  | 11 juni 2013      |
| Arne Larsen Økland     | 54         | 13    | 29 maart 1978     | 28 mei 1987       |
| Jostein Flo            | 53         | 11    | 6 mei 1987        | 4 februari 2000   |
| Sander Berge           | 52         | 1     | 26 maart 2017     | 17 november 2024  |
| Daniel Braaten         | 52         | 4     | 22 januari 2004   | 27 mei 2014       |
| Asbjørn Hansen         | 52         | 0     | 25 juni 1952      | 5 november 1961   |
| Tor Egil Johansen      | 52         | 7     | 26 mei 1971       | 4 juni 1980       |
| Håvard Nordtveit       | 52         | 2     | 7 juni 2011       | 12 oktober 2019   |
| Vidar Riseth           | 52         | 4     | 8 oktober 1997    | 21 november 2007  |
| Reidar Kvammen         | 51         | 17    | 5 november 1933   | 19 juni 1949      |
| Frode Grodås           | 50         | 0     | 30 oktober 1991   | 7 september 2002  |
| Åge Hareide            | 50         | 5     | 24 juni 1976      | 4 juni 1986       |
| Hallvar Thoresen       | 50         | 9     | 21 mei 1978       | 12 augustus 1987  |
| Lars Bohinen           | 49         | 10    | 25 oktober 1989   | 27 maart 1999     |
| Omar Elabdellaoui      | 49         | 0     | 14 augustus 2013  | 14 oktober 2020   |
| Tom Høgli              | 49         | 2     | 20 augustus 2008  | 12 november 2015  |
| Henry Johansen         | 48         | 0     | 10 oktober 1926   | 9 november 1938   |
| Finn Thorsen           | 48         | 0     | 16 september 1962 | 8 augustus 1971   |
| Nils Eriksen           | 47         | 0     | 6 september 1931  | 22 oktober 1939   |
| Tom Lund               | 47         | 12    | 26 mei 1971       | 27 oktober 1982   |
| Gunnar Andersen        | 46         | 0     | 17 september 1911 | 14 september 1924 |
| Vidar Davidsen         | 46         | 5     | 9 augustus 1979   | 29 oktober 1986   |
| Petter Rudi            | 46         | 3     | 26 november 1995  | 1 maart 2006      |
| Odd Iversen            | 45         | 19    | 1 juni 1967       | 12 september 1979 |
| Jørgen Juve            | 45         | 33    | 3 juni 1928       | 13 juni 1937      |
| Tore Pedersen          | 45         | 0     | 12 september 1990 | 5 juni 1999       |
| Martin Andresen        | 43         | 3     | 15 augustus 2001  | 1 april 2009      |
| Harald Berg            | 43         | 12    | 1 juli 1964       | 6 juni 1974       |
| Trygve Bornø           | 43         | 0     | 18 september 1966 | 1 november 1972   |
| Harald Hennum          | 43         | 25    | 2 oktober 1949    | 6 november 1960   |
| Per Ciljan Skjelbred   | 43         | 1     | 28 maart 2007     | 11 november 2016  |
| Pål Jacobsen           | 42         | 13    | 15 mei 1975       | 30 april 1986     |
| Sigbjørn Slinning      | 42         | 1     | 3 juli 1969       | 19 mei 1976       |
| Roar Strand            | 42         | 4     | 5 juni 1994       | 15 november 2003  |
| Sverre Andersen        | 41         | 0     | 26 augustus 1956  | 9 juni 1968       |
| Arne Legernes          | 41         | 1     | 8 mei 1955        | 5 november 1961   |
| Trond Pedersen         | 41         | 0     | 9 juni 1975       | 31 oktober 1981   |
| Per Skou               | 41         | 1     | 17 september 1911 | 16 september 1923 |
| Christer Basma         | 40         | 0     | 29 november 1995  | 25 januari 2005   |
| Claus Lundekvam        | 40         | 2     | 26 november 1995  | 7 september 2005  |
| Arne Pedersen          | 40         | 11    | 10 november 1957  | 20 november 1966  |
| Jan Gunnar Solli       | 40         | 1     | 20 augustus 2003  | 3 september 2010  |
| Kristoffer Ajer        | 39         | 1     | 23 maart 2018     | 13 oktober 2024   |
| Erling Braut Håland    | 39         | 38    | 5 september 2019  | 17 november 2024  |
| Ruben Yttergård Jensen | 39         | 0     | 29 mei 2010       | 4 september 2016  |
| Birger Meling          | 39         | 0     | 5 oktober 2017    | 15 oktober 2023   |
| Erik Solér             | 39         | 4     | 22 september 1982 | 28 juli 1988      |
| Tom Sundby             | 39         | 6     | 15 juni 1983      | 14 september 1988 |
| Harald Sunde           | 39         | 5     | 20 augustus 1964  | 3 november 1973   |
| Trond Andersen         | 38         | 0     | 5 juni 1999       | 20 april 2005     |
| Anders Giske           | 38         | 0     | 14 november 1979  | 14 juni 1989      |
| Thorstein Helstad      | 38         | 10    | 16 augustus 2000  | 17 november 2010  |
| Erik Johansen          | 38         | 9     | 1 juli 1961       | 13 mei 1970       |
| Svein Kvia             | 38         | 3     | 3 juli 1969       | 22 september 1976 |
| Sigurd Rushfeldt       | 38         | 7     | 5 juni 1994       | 21 november 2007  |
| Bent Skammelsrud       | 38         | 6     | 14 november 1987  | 2 september 2000  |
| Alexander Olsen        | 37         | 1     | 31 augustus 1919  | 25 september 1932 |
| Kjetil Osvold          | 37         | 3     | 17 december 1984  | 23 augustus 1989  |
| Bjørn Spydevold        | 37         | 1     | 26 augustus 1945  | 19 mei 1953       |
| Mats Møller Dæhli      | 36         | 2     | 15 november 2013  | 17 juni 2023      |
| Øivind Holmsen         | 36         | 0     | 10 juni 1934      | 21 oktober 1945   |
| Karl Petter Løken      | 36         | 1     | 14 november 1987  | 15 november 1995  |
| Stefan Strandberg      | 36         | 1     | 19 november 2013  | 15 oktober 2023   |
| Bjørn Borgen           | 35         | 6     | 12 juni 1957      | 13 november 1966  |
| Erik Huseklepp         | 36         | 7     | 19 november 2008  | 18 januari 2014   |
| Sverre Brandhaug       | 35         | 2     | 3 juni 1981       | 1 mei 1991        |
| Frode Johnsen          | 35         | 10    | 16 augustus 2000  | 15 oktober 2013   |
| Helge Karlsen          | 35         | 0     | 21 juni 1973      | 7 juni 1979       |
| Per Pettersen          | 35         | 1     | 5 november 1967   | 3 november 1973   |
| Bjørn Helge Riise      | 35         | 1     | 15 november 2006  | 12 januari 2013   |
| Einar Aas              | 35         | 3     | 30 juni 1977      | 29 oktober 1986   |
| Kai Erik Herlovsen     | 34         | 0     | 28 april 1982     | 2 november 1988   |
| Alf Inge Håland        | 34         | 0     | 19 januari 1994   | 25 april 2001     |
| Kjell Kaspersen        | 34         | 1     | 27 juni 1961      | 9 juni 1971       |
| Thorleif Olsen         | 34         | 0     | 26 november 1950  | 11 september 1955 |
| Espen Ruud             | 34         | 1     | 14 november 2009  | 18 januari 2014   |
| Alexander Tettey       | 34         | 3     | 22 augustus 2007  | 11 november 2016  |
| Mohammed Abdellaoue    | 33         | 7     | 22 augustus 2008  | 28 maart 2015     |
| Bjarne Berntsen        | 33         | 0     | 9 augustus 1978   | 27 oktober 1982   |
| Jan Birkelund          | 33         | 0     | 6 juni 1973       | 25 oktober 1978   |
| Arne Brustad           | 33         | 17    | 31 mei 1935       | 16 juni 1946      |
| Svein Fjælberg         | 33         | 0     | 26 september 1979 | 24 september 1986 |
| Vegard Forren          | 33         | 1     | 18 januari 2012   | 11 november 2016  |
| Einar Gundersen        | 33         | 26    | 17 juli 1917      | 7 juni 1928       |
| Finn Berstad           | 32         | 13    | 25 mei 1921       | 3 juli 1933       |
| Geir Karlsen           | 32         | 0     | 13 november 1969  | 30 oktober 1977   |
| Roger Nilsen           | 32         | 3     | 31 oktober 1990   | 4 februari 2000   |
| Ole Selnæs             | 32         | 2     | 24 maart 2016     | 15 november 2019  |
| Alexander Søderlund    | 32         | 2     | 15 januari 2012   | 14 november 2017  |
| Kjetil Wæhler          | 32         | 1     | 17 augustus 2005  | 11 juni 2013      |
| Haitam Aleesami        | 31         | 0     | 10 oktober 2015   | 8 oktober 2020    |
| Harry Hestad           | 31         | 5     | 8 mei 1969        | 24 juni 1976      |
| Roald Jensen           | 31         | 5     | 22 juni 1960      | 27 oktober 1971   |
| Per Edmund Mordt       | 31         | 1     | 31 juli 1984      | 23 augustus 1989  |
| Tore Reginiussen       | 31         | 4     | 26 mei 2008       | 8 oktober 2020    |
| Kristian Thorstvedt    | 31         | 4     | 18 november 2020  | 17 november 2024  |
| Patrick Berg           | 30         | 0     | 24 maart 2021     | 17 november 2024  |
| Erik Hoftun            | 30         | 0     | 25 januari 1997   | 17 april 2002     |
| Julian Ryerson         | 30         | 0     | 18 november 2020  | 17 november 2024  |
| Nils Arne Eggen        | 29         | 0     | 14 augustus 1963  | 13 november 1969  |
| Even Hovland           | 29         | 0     | 15 januari 2012   | 7 september 2020  |
| Tore Kordahl           | 29         | 0     | 23 mei 1974       | 23 september 1981 |
| Martin Linnes          | 29         | 1     | 15 november 2013  | 30 maart 2021     |
| Arild Mathisen         | 29         | 0     | 31 oktober 1965   | 22 juni 1971      |
| Otto Aulie             | 28         | 0     | 26 oktober 1913   | 2 oktober 1921    |
| Edgar Falch            | 28         | 0     | 4 juli 1954       | 18 oktober 1959   |
| Erik Hagen             | 28         | 3     | 9 oktober 2004    | 21 november 2007  |
| Kristian Henriksen     | 28         | 0     | 2 september 1934  | 15 september 1946 |
| Kristofer Hæstad       | 28         | 1     | 24 mei 2005       | 17 november 2010  |
| Leo Østigård           | 28         | 1     | 25 maart 2022     | 17 november 2024  |
| Thor Spydevold         | 28         | 1     | 18 juli 1968      | 1 november 1972   |
| Stein Thunberg         | 28         | 4     | 6 juni 1974       | 29 augustus 1979  |
| Jørn Andersen          | 27         | 5     | 17 april 1985     | 10 oktober 1990   |
| Eirik Bakke            | 27         | 0     | 20 januari 1999   | 26 maart 2008     |
| Trygve Andersen        | 27         | 1     | 8 juli 1957       | 27 mei 1965       |
| Gunnar Dybwad          | 27         | 11    | 15 mei 1951       | 22 juni 1960      |
| Thor Hernes            | 27         | 0     | 24 juni 1953      | 26 augustus 1956  |
| Erik Holmberg          | 27         | 0     | 8 juli 1946       | 22 november 1953  |
| Marcus Pedersen        | 27         | 0     | 1 september 2021  | 17 november 2024  |
| Håvard Flo             | 26         | 7     | 9 oktober 1996    | 18 februari 2004  |
| Rolf Holmberg          | 26         | 0     | 26 juli 1936      | 3 september 1939  |
| Tom Rüsz Jacobsen      | 26         | 0     | 24 september 1975 | 12 oktober 1983   |
| Kjell Kristiansen      | 26         | 10    | 31 augustus 1952  | 13 september 1959 |
| Arne Natland           | 26         | 0     | 19 juni 1949      | 6 november 1960   |
| Frode Olsen            | 26         | 0     | 6 februari 1995   | 19 november 2003  |
| Edgar Stakset          | 26         | 0     | 28 augustus 1960  | 1 juni 1967       |
| Adolph Wold            | 26         | 3     | 3 november 1912   | 2 oktober 1921    |
| Roger Albertsen        | 25         | 3     | 8 september 1976  | 12 september 1984 |
| Jacob Berner           | 25         | 0     | 30 september 1923 | 2 november 1930   |
| Ola By Rise            | 25         | 0     | 29 december 1984  | 22 mei 1994       |
| Arne Børresen          | 25         | 1     | 23 september 1928 | 15 september 1937 |
| Dan Eggen              | 25         | 2     | 11 augustus 1993  | 25 april 2001     |
| Thaulow Goberg         | 25         | 0     | 16 september 1923 | 27 september 1931 |
| Jon Inge Høiland       | 25         | 1     | 22 januari 2004   | 29 mei 2010       |
| Per Kristoffersen      | 25         | 6     | 12 juni 1957      | 20 november 1966  |
| Alf Martinsen          | 25         | 10    | 26 juli 1936      | 28 juli 1946      |
| Svein Mathisen         | 25         | 2     | 7 juli 1975       | 26 september 1984 |
| Odd Wang Sørensen      | 25         | 17    | 24 juli 1947      | 25 mei 1955       |

NFF · A-internationals · Selecties · Bondscoaches · Noors vrouwenelftal · Olympisch elftal · Noorwegen U21 · Noorwegen U20 · Noorwegen U19 · Noorwegen U18 · Noorwegen U17 · Noorwegen U16 · Vrouwen U17
1908 – 1919 ·
1920 – 1929 ·
1930 – 1939 ·
1940 – 1949 ·
1950 – 1959 ·
1960 – 1969 ·
1970 – 1979 ·
1980 – 1989 ·
1990 – 1999 ·
2000 – 2009 ·
2010 – 2019 ·
2020 − 2029
EK 2000
WK 1938 ·
WK 1994 ·
WK 1998
OS 1912 · 
OS 1920 · 
OS 1936 · 
OS 1952 · 
OS 1984
1908 ·
1909 ·
1910 ·
1911 ·
1912 · 
1913 · 
1914 · 
1915 · 
1916 · 
1917 · 
1918 · 
1919 · 
1920 · 
1921 · 
1922 · 
1923 · 
1924 · 
1925 · 
1926 · 
1927 · 
1928 · 
1929 · 
1930 · 
1931 · 
1932 · 
1933 · 
1934 · 
1935 · 
1936 · 
1937 · 
1938 · 
1939 · 
1940 – 1944 · 
1945 · 
1946 · 
1947 · 
1948 · 
1949 · 
1950 · 
1952 · 
1952 · 
1953 · 
1954 · 
1955 · 
1956 · 
1957 · 
1958 · 
1959 · 
1960 · 
1961 · 
1962 · 
1963 · 
1964 · 
1965 · 
1966 · 
1967 · 
1968 · 
1969 · 
1970 · 
1971 · 
1972 · 
1973 · 
1974 · 
1975 · 
1976 · 
1977 · 
1978 · 
1979 · 
1980 · 
1981 · 
1982 · 
1983 · 
1984 · 
1985 · 
1986 · 
1987 · 
1988 · 
1989 · 
1990 ·
1991 · 
1992 · 
1993 · 
1994 · 
1995 · 
1996 · 
1997 · 
1998 · 
1999 · 
2000 · 
2001 · 
2002 · 
2003 · 
2004 · 
2005 · 
2006 · 
2007 · 
2008 · 
2009 · 
2010 · 
2011 · 
2012 · 
2013 · 
2014 · 
2015 · 
2016 · 
2017 · 
2018 ·
2019 ·
2020 ·
2021 ·
2022 ·
2023 ·
2024
Albanië ·
Argentinië ·
Armenië ·
Australië ·
Azerbeidzjan ·
Bahrein ·
België ·
Bermuda ·
Bosnië en Herzegovina ·
Brazilië ·
Bulgarije ·
China ·
Colombia ·
Costa Rica ·
Cyprus ·
Denemarken ·
DDR ·
Duitsland ·
Egypte ·
Engeland ·
Estland ·
Faeröer ·
Finland ·
Frankrijk ·
Georgië ·
Ghana ·
Gibraltar ·
Grenada ·
Griekenland ·
Guatemala ·
Honduras ·
Hongarije ·
Hongkong ·
Ierland ·
IJsland ·
Israël ·
Italië ·
Jamaica ·
Japan ·
Joegoslavië ·
Jordanië ·
Kameroen ·
Kazachstan ·
Koeweit ·
Kosovo ·
Kroatië ·
Letland ·
Litouwen ·
Luxemburg ·
Malta ·
Marokko ·
Mexico ·
Moldavië ·
Montenegro ·
Nederland ·
Nieuw-Zeeland ·
Nigeria ·
Noord-Ierland ·
Noord-Korea ·
Noord-Macedonië ·
Oekraïne ·
Oman ·
Oostenrijk ·
Panama ·
Paraguay ·
Polen ·
Portugal ·
Qatar ·
Roemenië ·
Rusland ·
Saarland ·
San Marino ·
Saoedi-Arabië ·
Schotland ·
Senegal ·
Servië ·
Servië en Montenegro ·
Singapore ·
Slovenië ·
Slowakije ·
Sovjet-Unie ·
Spanje ·
Thailand ·
Trinidad en Tobago ·
Tsjechië ·
Tsjecho-Slowakije ·
Tunesië ·
Turkije ·
Uruguay ·
Verenigde Arabische Emiraten ·
Verenigde Staten ·
Verenigd Koninkrijk ·
Wales ·
Wit-Rusland ·
Zuid-Afrika ·
Zuid-Korea ·
Zweden ·
Zwitserland